# Opava (Slovacchia)
Opava (in ungherese Apafalva, in tedesco Abtsdorf od Oppau) è un comune della Slovacchia facente parte del distretto di Veľký Krtíš, nella regione di Banská Bystrica.

## Storia
Il villaggio è citato per la prima volta nel 1405 con il nome di Opwa. Fino al XVI secolo appartenne alla Signoria del castello di Čabraď, per passare, nel 1629, ai Koháry e poi ai Coburg.